# Emily Skeggs
Emily D Skeggs  (Cidade de Nova Iorque, 10 de julho de 1990) é uma atriz e cantora norte-americana. Ela foi nomeada ao Tony Awards de Melhor Atriz Destaque em um Musical pela sua performance em Fun Home.

## Início de vida e da educação
Ela nasceu em Nova York, filha de Susan (née Casserly) e Gary Skeggs. Seu pai é um designer gráfico, e sua mãe trabalha na área do negócio.  Skeggs graduou-se na High School de Fiorello H. LaGuardia em 2008 e na Emerson College em 2012 com um grau no teatro e menor na escrita. Ela escreveu uma peça de teatro quando ela tinha seis anos de idade intitulado Girl Star que foi realizada em sua escola.
Em LaGuardia ela desempenhou o papel de Oolie/Donna em City of Angels, em um elenco que incluiu Azealia Banks. Em Emerson, ela interpretou Lady Macbeth em Macbeth, Hero em Much Ado About Nothing, e Maid Marian em Robin Hood.

## Carreira

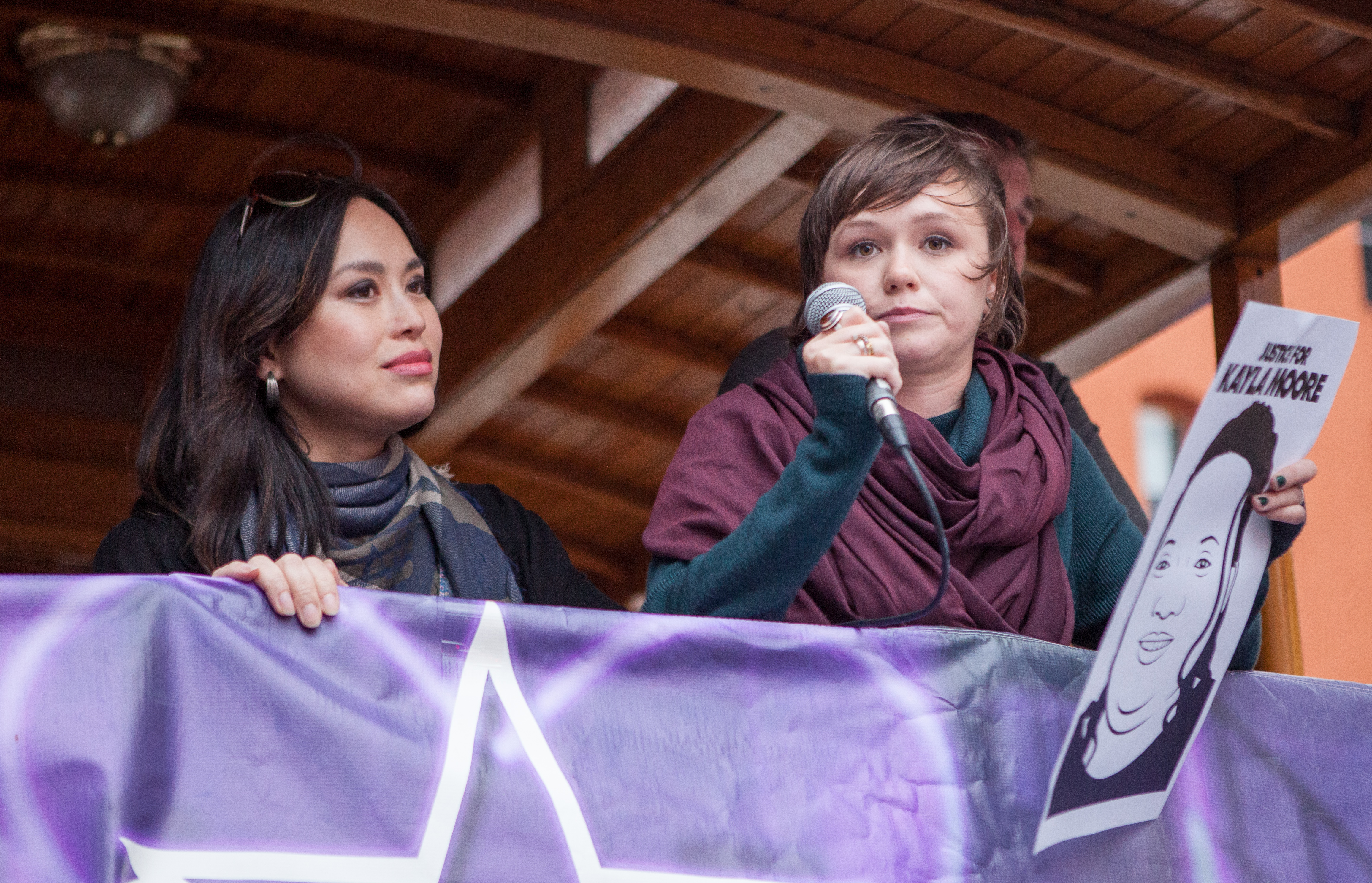
Skeggs com sua colega de elenco de When We Rise, Ivory Aquino no Trans March San Francisco, em junho de 2017.

Skeggs interpretou Muriel em Take Me Along no teatro irlandês off-Broadway em 2008, que foi nomeado para o Drama Desk Award na categoria Outstanding Revival. Ela se apresentou no musical Ripcords no New York International Fringe Festival em agosto de 2008. Skeggs interpretou Rebecca na produção de Huntington Theatre Company (Boston, Massachusetts) de Our Town em dezembro de 2012. Ela retornou ao representante irlandês em 2014 no musical Transport, no qual ela interpretou Polly Cantwell. Também em 2014, ela apareceu na produção da The Signature Theatre Company, And I e Silence como Young Dee.
Skeggs foi substituta na produção off-Broadway de Fun Home em 2013 para os papéis de Joan e Medium Alison . Ela substituiu Alexandra Socha (que deixou o show mais cedo devido a razões pessoais) no papel da Medium Alison em novembro de 2013,  e retomou o papel para a produção Broadway em 2015, fazendo sua estreia na Broadway. Skeggs foi nomeada para o Tony Award  de Melhor Atriz em Destaque em um Musical, e também recebeu um Theatre Mundial Award pelo seu desempenho.

## Filmografia
| Filmes | Filmes                           | Filmes    | Filmes                       |
| Ano    | Título                           | Papel     | Nota(s)                      |
| ------ | -------------------------------- | --------- | ---------------------------- |
| 2010   | Mad Mooney's Lake                | Kate      | Short                        |
| 2011   | Meat Me in Plainville            | Emma      | Short                        |
| 2011   | Tron Wayne Gacy                  | —         |                              |
| 2016   | Don't Think Twice                | Shy Sarah |                              |
| 2016   | The Ants                         | Lu        | Short; escritora e produtora |
| 2017   | The Miseducation of Cameron Post | Erin      |                              |

| Televisão | Televisão                   | Televisão | Televisão   |
| Ano       | Título                      | Papel     | Nota(s)     |
| --------- | --------------------------- | --------- | ----------- |
| 2015      | Late Night with Seth Meyers | Self      | 1 episódios |
| 2016      | Salem                       | Billy     | 4 episódios |
| 2017      | When We Rise                | Roma Guy  | 8 episódios |

## Prêmios e indicações
| Ano       | Prêmio                             | Categoria                           | Trabalho Indicado      | Resultado |
| --------- | ---------------------------------- | ----------------------------------- | ---------------------- | --------- |
| 2011      | LaGuardia Alumni and Friends Award | Outstanding Graduate in Drama       |                        | Venceu    |
| 2011      | Nicole DuFresne Award              | Excepcional Estudante em Teatro     | Venceu                 |           |
| 2011–2013 | National Youth Theatre Award       | Melhor Atriz em Musical             | City of Angels         | Venceu    |
| 2011–2013 | EVVY Award                         | Melhor Atriz                        | Macbeth                | Indicado  |
| 2011–2013 | EVVY Award                         | Melhor Atriz Coadjuvante            | Much Ado About Nothing | Indicado  |
| 2011–2013 | EVVY Award                         | Melhor Atriz Coadjuvante            | Dancing at Lughnasa    | Indicado  |
| 2015      | Tony Award                         | Melhor Atriz Destaque em um Musical | Fun Home               | Indicado  |
| 2015      | Theatre World Award                | Theatre World Award                 | Fun Home               | Venceu    |
| 2016      | Grammy Award                       | Melhor Álbum de Teatro Musical      | Fun Home               | Indicado  |